# Piła taśmowa
Piła taśmowa, także: pilarka taśmowa, piła wstęgowa, pilarka wstęgowa – narzędzie (piła) o napędzie mechanicznym (najczęściej silnikiem elektrycznym, spalinowym, dawniej parowym lub wodnym), które przerzyna materiały ząbkowaną metalową wstęgą.
Wstęga (taśma) zwykle przesuwa się za pomocą dwóch kół, obracających się współbieżnie, choć spotykane są konstrukcje wykorzystujące trzy, a nawet cztery koła. Rzaz piły taśmowej jest równy za sprawą jednolitego posuwu ostrz taśmy zębatej. Służy do przerzynania materiałów takich jak drewno, metal i innych ciał stałych. Wąskie ostrze taśmy sprzyja wycinaniu skomplikowanych i nieregularnych kształtów, może wykonywać też cięcia po linii prostej. Minimalny promień cięcia określony jest szerokością taśmy oraz grubością rzazu.